# Краус, Бенте
Бенте Краус-Пфлуг (нем. Bente Kraus-Pflug; род. 21 февраля 1989 года, Берлин, Германия) — немецкая конькобежка. Призёр чемпионата мира среди юниоров 2008 года. Участница зимних Олимпийских игр 2014 года.

## Биография
Бенте Краус родилась в столице Германии — Берлине, где и начала заниматься фигурным катанием в возрасте 6 лет. Тренировалась на базе клуба «SC Berlin» в который её привели родители. Её отец был конькобежцем и тренером в этом клубе, а мама, также конькобежкой. С 10-летнего возраста занялась конькобежным спортом. В национальной сборной тренировалась под руководством Яна ван Веена (нидерл. Jan van Veen).
С 2001 года Краус начала участвовать в юниорских чемпионатах Германии в многоборье. В 2005 году перешла в конькобежный клуб «Eisbaren Juniors Berlin» под руководством её отца Альфреда Крауса и выиграла серебряную медаль в многоборье на чемпионате Германии среди юниоров. Через год дебютировала на юниорском чемпионате мира, где с партнёршами заняла 5-е место в командной гонке. В 2008 году одержала победы на юниорском чемпионате страны в многоборье и в командной гонке.
Первую медаль на соревновании международного уровня Краус выиграла во время чемпионата мира по конькобежному спорту среди юниоров 2008 года в китайском городе — Чанчунь. Её команда в командной гонке с результатом 3:20.87 выиграла серебряные медали, уступив первенство соперницам из Нидерландов (3:16.62 — 1-е место), обогнав при этом спортсменок из Китая (3:15.55 — 3-е место).
В сезоне 2008/09 Краус впервые выиграла медаль на взрослом чемпионате Германии, заняв 2-е место на дистанции 5000 м. С 2010 года тренировалась под руководством Томаса Шуберта. В 2011 году стала 3-й на этой дистанции, и в январе участвовала на дебютном чемпионат Европы в Коллальбо и заняла там 18-е место в сумме многоборья. В марте выиграла открытый чемпионат Германии в многоборье. В 2012 году на чемпионате мира в Херенвене заняла 13-е место в забеге на 5000 м.
В 2013 году она вновь участвовала на чемпионате мира на отдельных дистанциях в Сочи и заняла лучшее 4-е место в командной гонке, в забеге на 3000 м была 8-й, на 5000 м - 7-й. На зимних Олимпийских играх в Сочи Краус была заявлена для участия в забеге на 3000 и 5000 м. 9 февраля 2014 года она завершила свой забег на 3000 м с результатом 4:10.17 (+9.83). В общем итоге она заняла 11-е место. 19 февраля 2014 года она завершила свой забег на 5000 м с результатом 7:10.65 (+19.11). В общем итоге она заняла 11-е место.
В сезоне 2014/15 на этапах Кубка мира в Херенвене и Обихиро заняла 2-е и 3-е место в командной гонке соответственно. А на чемпионате мира на отдельных дистанциях в Херенвене заняла 6-е место в забеге на 3000 м и в масс-старте, а также 7-е место в командной гонке. Через год она заняла лучшее 7-е место в забеге на 5000 м в Коломне. В сезоне 2015/16 Краус перешла в Эрфурт в группу тренера Питера Уайлда. В октябре 2016 года выиграла чемпионат Германии на дистанции 3000 м.
В 2017 году Краус одержала победу на чемпионате Германии на дистанции 3000 м, следом на чемпионате мира на отдельных дистанциях в Канныне заняла 12-е место в забеге на 3000 м, 8-е на 5000 м, 17-е на 1500 м и 16-е в масс-старте. В марте на чемпионате мира в классическом многоборье в Хамаре стала 14-й в сумме многоборья.
В конце 2017 года получила травму четырехглавой мышцы. Согласно заключениям врачей период восстановления займёт около четырёх месяцев, что автоматически лишило Краус шансов поехать на зимние Олимпийские игры 2018 года В ноябре 2018 года она выиграла очередную "бронзу" на чемпионате Германии в забеге на 5000 м и в январе 2019 года завершила карьеру спортсменки.

## Личная жизнь и семья
Бенте Краус окончила Берлинский университет имени Гумбольдта на факультете преподавания. Её отец скоропостижно скончался от рака в 2013 году. Она работала в качестве тренера молодежной секции берлинского клуба "TSC". В 2018 году она вышла замуж за конькобежца Джонаса Пфлуга. 1 августа 2020 года приступила к работе в качестве координатора отдела идей и поддержки DESGС, а 1 апреля 2022 года 33-летняя спортсменка Бенте Пфлуг (ранее Бенте Краус) стала контактным лицом и ответственным за надлежащее управление Немецким сообществом конькобежцев и шорт-трекистов.